# Samedi Soir
Pour les articles homonymes, voir Samedi soir (homonymie).
Samedi Soir est un hebdomadaire français existant de 1945 à 1955. Son siège se trouvait au 4bis, rue de Cléry dans le deuxième arrondissement de Paris. Il est absorbé par France Dimanche en décembre 1955.

## Histoire
L'hebdomadaire est créé en juin 1945 sous l'impulsion de Gaston Hamelin, propriétaire de Paris-Sport et beau-père de Jacques Chaban-Delmas. Le style de la publication est pensé par Marcel Haedrich, Max Corre et Yves Krier. Le comité politique qui chapeaute Samedi-Soir est composé de Chaban-Delmas, comme président, Félix Gaillard, Claude Hettier de Boislambert, Tristan et Diomède Catroux et Didier Lambert. L'hebdomadaire se présente comme  « le plus grand hebdomadaire d’informations mondiales, le mieux illustré, le plus complet, le plus clair, le plus vivant », le tout « dans une formule moderne » mais n'hésite pas à faire preuve de sensationnalisme dans ces titres et articles,, s'inspirant ainsi des tabloids britanniques. L’hebdomadaire compte dans ses rangs Raymond Cartier, correspondant à New-York et Roger Thérond, journaliste, Aldo Ferrini est secrétaire de rédaction de 1947 à 1948.
Il rachète l’hebdomadaire parisien Le Rouge et le Noir en décembre 1950. Samedi-Soir est le premier journal à révéler que Louis-Ferdinand Céline est, avec son épouse, à Copenhague.
Son tirage est de 390 000 exemplaires en 1946 et de 409 000 exemplaires en 1951.
Il est racheté en décembre 1955 par France Dimanche.